# Свора (фильм, 2006)
«Свора» (англ. The Breed) — дебютный фильм режиссёра Николаса Мастандреа, в котором рассказывается, как на необитаемый остров прилетают несколько друзей и на них нападают бешеные собаки.
Слоган фильма — «Охота началась: ты следующая жертва».

## Сюжет
На необитаемом острове живут генетически модифицированные собаки. Пятеро молодых людей прилетают на остров, чтобы отдохнуть. Они подвергаются постоянным атакам собак. Пытаясь спастись, друзья используют свою ловкость и изобретательность. Но где бы они ни находились, собаки преследуют их всё время. В конце фильма одна из собак каким-то образом оказывается в лодке, на которой герои покинули остров. Судьба героев после этого неизвестна.

## Критика
На агрегаторе рецензий Rotten Tomatoes рейтинг одобрения составляет 27 % на основе 15 рецензий со средним баллом 3,5 из 10.
По мнению немецкого издания Lexikon des internationalen Films, фильм можно охарактеризовать как «Фильм ужасов с животными в стиле эпохи Возрождения, который долго и серьёзно преподносит давно знакомый сюжет».
В рецензии на сайте OutNow.CH фильм был оценён как «в достаточной степени креативный слэшер». В качестве позитивного момента отмечается, что фильм «остаётся в рамках реализма, а собаки не наделены какими-то сверхъестественными силами, а просто обладают большим интеллектом».
В одной из англоязычных рецензий фильм «Свора» сравнивается с фильмом «Куджо» Стивена Кинга.